# Tainai
Tainai (胎内市, Tainai-shi) est une municipalité ayant le statut de ville dans la préfecture de Niigata, au Japon.

## Géographie

### Situation
Tainai est située dans le nord de la préfecture de Niigata, bordée par la préfecture de Yamagata à l'est et la mer du Japon à l'ouest.

### Démographie
En février 2023, la ville de Tainai avait une population estimée à 27 634 habitants répartis sur une superficie de 264,89 km2.

### Climat
Tainai a un climat subtropical humide caractérisé par des étés chauds et humides et des hivers froids avec de fortes chutes de neige. La température annuelle moyenne est de 13,9 °C. La pluviométrie annuelle moyenne est de 2 331,2 mm, septembre étant le mois le plus humide.

## Histoire
La région de Tainai faisait partie de l'ancienne province d'Echigo. La ville actuelle de Tainai a été créée le 1er septembre 2005, de la fusion de l'ancien bourg de Nakajō et du village de Kurokawa.

## Transports
La ville est desservie par la ligne principale Uetsu de la JR East.

## Jumelage
La ville est jumelée avec Carbondale aux États-Unis.